# Франческо Чілеа
Франческо Чілеа (італ. Francesco Cilea, також Cilèa; 23 липня 1866, Пальмі — 20 листопада 1950, Варацце) — італійський композитор. На сьогоднішній день особливо відомий своїми операми «Арлезіанка» та «Адріана Лекуврер».

## Біографія
Чілеа народився у Пальмі поблизу Реджо-Калабрії в родині адвоката і рано почав проявляти хист до музики, коли у віці чотирьох років почув оперу «Норма» Вінченцо Белліні, яка дуже сильно на нього вплинула. Оскільки його мати страждала на психічну хворобу, батько відправив хлопчика жити до бабусі по материнській лінії, у сім'ї панував дух музики. Незважаючи на раду диригента місцевого церковного оркестру віддати хлопчика вчитися грі на фортепіано, батько незабаром відправляє семирічного Франческо в приватний навчальний заклад в Неаполі, щоб той став адвокатом. Однак в школі велика увага приділялася музиці, і, незабаром, у хлопчика проявилося чітке прагнення до занять композицією.
Після зустрічі з бібліотекарем Неополітанської Консерваторії Сан-П'єтро Мажелла Франческо Флорімо, кращим другом Белліні, він остаточно вирішує вступити туди на навчання і починає в 1878 році. Навчався під керівництвом Беньяміно Чезі по класу фортепіано і у Паоло Серрао по класу композиції, також познайомився з іншим студентом — Умберто Джордано, який згодом теж став відомим композитором. Чілеа швидко продемонстрував свою працьовитість і непересічний талант, переміг у безлічі конкурсів, був призначений керівником студентського хору та оркестру, також отримав золоту медаль міністерства освіти.
У 1889 році на випускний іспит у кінці курсу навчання він подав свою оперу «Джина» з лібрето Енріко Голіскані, яке було адаптоване зі старої французької п'єси «Катерина, або золотий хрест» барона Анн Оноре́ Жозе́фа Дюверье́ де Мельвіль (1787–1865). Ця melodramma idilico була виконана в театрі коледжу і привернула увагу видавця Сонцоньо, який влаштував другу постановку опери в Флоренції у 1892 році.
Сонцоньо також сприяв постановці опери Чілеа «Тільди» — веристичної опери в трьох коротких діях відповідно до опери Масканьї «Сільська честь». З лібрето Анжело Цанардіні «Тільда» мала успіх на першій прем'єрі в квітні 1892 року в Театрі Пальяно у Флоренції, і після постановок у ряді італійських театрів, вона була поставлена у Відні 24 вересня 1892 році поряд з іншими роботами фірми Сонцоньо. Композитор ніколи не виявляв особливої симпатії до цього твору. Він неохоче погодився взятися за теми твору і покласти його на музику, для того щоб догодити Сонцоньо та уникнути відмови від рідкісної професійної можливості. Втрата оркестрової партитури завадила сучасному відродженню цього твору, чиї свіжі та влучні мелодії все-таки можна побачити в транскрипції для голосу та фортепіано.
У цей час, в 1890–1892 роках Чілеа викладав в Неаполітанської консерваторії гармонію і гру на фортепіано. Багато подорожував по містах Італії: в 1892–1896 роках жив в Мілані, був професором музично-теоретичних предметів Музичного інституту у Флоренції в 1896–1904 роках.
У 1897 році (27 листопада) театр Ліріко в Мілані побачив прем'єру третьої опери Чілеа «Арлезіанка» (фр. L'Arlésienne — дівчина з Арля) за п'єсою Альфонса Доде з лібретто Леопольдо Маренко. Серед співаків був молодий Енріко Карузо, який з великим успіхом виконав арію «Lamento di Federico: È la solita storia del pastore», романс, який зберіг живу пам'ять про оперу аж до наших днів. Насправді «Арлезіанка» зазнала невдачі, проте Чілеа, переконавшись у цінності твору, неодноразово намагався виправити твір, вносячи кардинальні та детальні зміни протягом решти свого життя. У партитурі, яку ми чуємо сьогодні, важко знайти такт, який повністю не відрізняється від оригіналу. Однак перероблена опера все ще не мала успіху, окрім короткого періоду 1930-х років, коли вона отримала політичну підтримку, яку композитор отримав шляхом особистого контакту з Муссоліні.
Знову в Театрі Ліріко в Мілані, в 1902 році (6 листопада), і знову з Енріко Карузо, композитор отримав захоплений прийом «Адріани Лекуврер» — опери на чотири дії з лібрето Артуро Колатті, поставленої в Парижі у XVIII столітті й заснованої на п'єсі Ежена Скрібе. «Адріана Лекуврер» — опера Чілеа, яка сьогодні найвідоміша для світової аудиторії,  вона розкриває спонтанність мелодійного стилю, взятого з неаполітанської школи в поєднанні з гармонічним та тональним відтінком, на який вплинули французькі композитори, такі як Массне. 

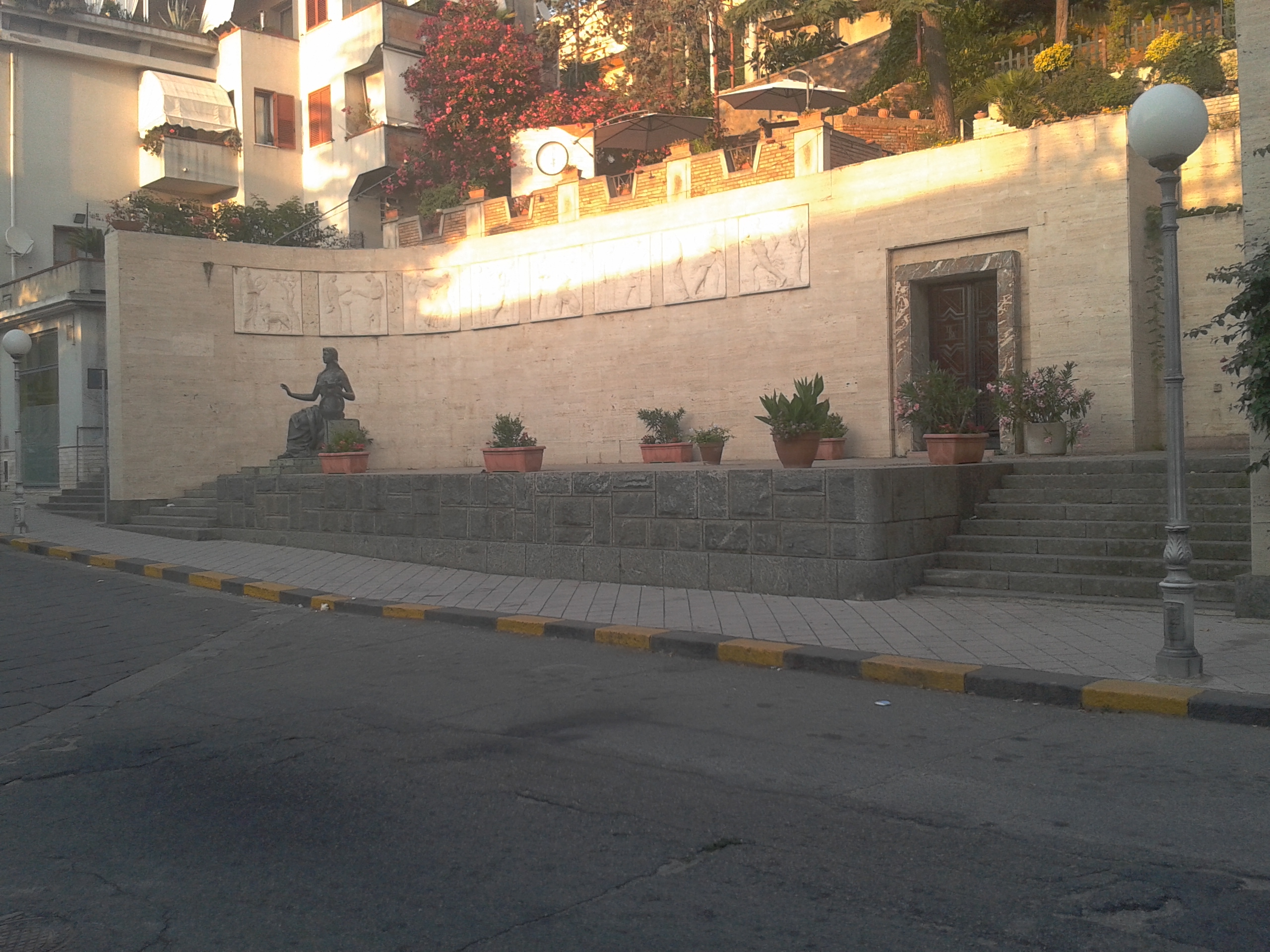
Мавзолей Чілеа в Пальмі

Існує низка прикладів, що підтверджують скромні навички Чілеа як виконавця. За фортепіано Чілеа супроводжував (не надто елегантно) Карузо під час запису частини дуету «Non piu nobile», в той самий час він робив ще один запис із баритоном Де Лука (листопад 1902 рік). У 1904 році для «The Gramophone Company Limited» він акомпонував тенору Фернандо Де Лучія з арією «L'anima ho stanca» з «Адріани Лекуврер» і з піснею «Lontananza». Критик Майкл Генсток характеризує його гру як квадратну і неживу.
Остання опера Чілеа «Глорія», прем'єра якої відбулася у Ла Скалі в Мілані 15 квітня 1907 року з баритоном Артуро Тосканіні, — це трагедія на три дії з лібрето Колатті за мотивами п'єси Вікторіана Сарду. Опера була знята лише після двох постановок; і невдача цього твору, навіть незважаючи на те, що композитор намагався пізніше його переглянути, було достатньою, щоб змусити його назавжди відмовитися від оперної сцени. Однак є натяки на деякі пізні нездійснені оперні проєкти, які існують як частини або ескізи лібрето, такі як «Il ritorno dell'amore» Ренато Сімоні, «Malena» Етторе Мошіно та «La rosa di Pompei», також Мошіно. Деякі джерела також посилаються на оперу 1909 року, завершену, але ніколи не виконану, під назвою «Il matrimonio selvaggio», але не збереглося її жодної копії, і сам Чілеа не згадував про неї у своїх томах спогадів («Ricordi»).
Тим не менш, він продовжував писати камерну музику та деяку оркестрову музику. У 1913 році він написав симфонічну поему на честь Джузеппе Верді на вірші Сема Бенеллі, яка вперше був виконана в Театрі Карло Феліче в Генуї. Після цього він присвятив себе головним чином освіті й став директором консерваторії Вінченцо Белліні в Палермо, а потім в своїй альма-матер, Консерваторії Сан-П'єтро Мажелла в Неаполі, де він закінчив свою викладацьку кар'єру в 1936 році. У 1928 році заснував при ній музично-історичний музей.
В останні роки у композитора пропав зір, але його розум був достатньо активним, щоб заохочувати та працювати із тодішніми співаками. Серед його останніх музичних занять була підтримка сопрано Магди Оліверо (1910–2014), виступами якої у головній ролі Адріани Лекуврер він особливо захоплювався.
Чілеа помер 20 листопада 1950 року у Варацце, містечку поблизу Савони в Лігурії, яке надало йому титул почесного громадянина і де він провів останні роки свого життя. На його честь були перейменовані Консерваторія музики та Комунальний театр Реджо-Калабрії, а його рідне містечко Пальмі збудувало на його честь мавзолей, прикрашений сценами з міту про Орфея.

## Твори
Опери
- Джина (лютий 1889 рік; театр Консерваторії Сан-П'єтро Мажелла, Неаполь)
- Тільда (квітень 1892 рік; Театр Пальяно, Флоренція)
- Арлезіанка (листопад 1897 рік; Театр Ліріко, Мілан) 
  - перша редакція (жовтень 1898 рік, Мілан)
  - друга редакці (1910 рік)
  - третя редакція (1937 рік)
- Адріана Лекуврер (листопад 1902 рік; Театр Ліріко, Мілан)
- Глорія (квітень 1907 рік; Ла Скала, Мілан) 
  - редакція (1932)

Інші твори
- Аркуш альбому (Foglio d'album), Op. 41
- Краплі Роси (Gocce di rugiada)
- Мотовило (L'arcolaio)
- Мелодія (до мажор)
- Симфонічна поема на честь Джузеппе Верді
- Романс (ля мажор)
- Соната для віолончелі та фортепіано ре мажор, Op. 38 (1888)
- Вальс у ре-бемоль мажор

Голос і фортепіано
- Романс, текст Джузеппе Флоріо (1883)
- Літанія І, текст з Літанії Лорето (1887)
- Літанія II, текст з Літанії Лорето" (1887)
- Bionda larva, текст Енріко Голісіяні (1888)
- Serenata (L'aere imbruna), текст Джузеппе Пессіна
- Il mio canto, текст Анжело Біґнотті
- Serenata (Mormorante di tenero desio), текст П. Джо
- Non ti voglio amar? ..., текст Джузеппе Пессіна (1890)
- Alba novella, текст Леопольдо Маренко (1897)
- Lontananza! текст Ромео Каруґаті (I версія 1904; II версія 1944)
- Мазурка, текст А. Вілла (1904)
- Nel ridestarmi, текст Феліс Софре (1921)
- Vita breve (Una lettera), текст Енні Віванті (1921–1923)
- Марія-Маре, текст Кармело Пуджі (1933)
- Ninnananna popolare savoiarda, текст, перекладений Джорджіо Наталетті (1934)
- Salute, o genti umane affaticate!, текст Джозуе Кардуччі (I версія 1934; II версія 1943)
- Dolce amor di Povertade, текст анонімний (1943)
- Statuit ei Dominus, текст із Мудрості Сіраха - Біблія (1943)
- Tre vocalizzi da concerto (1928) 
  - І. Gaiezza
  - II. Dolore
  - ІІІ. Festosità
- Tre vocalizzi (1930) 
  - І. Dolore
  - II. Voce Media
  - ІІІ. Voce Acuta